# Gostycyn (plaats)
Gostycyn is een dorp in het Poolse woiwodschap Koejavië-Pommeren, in het district Tucholski. De plaats maakt deel uit van de gemeente Gostycyn en telt 1800 inwoners (2006).

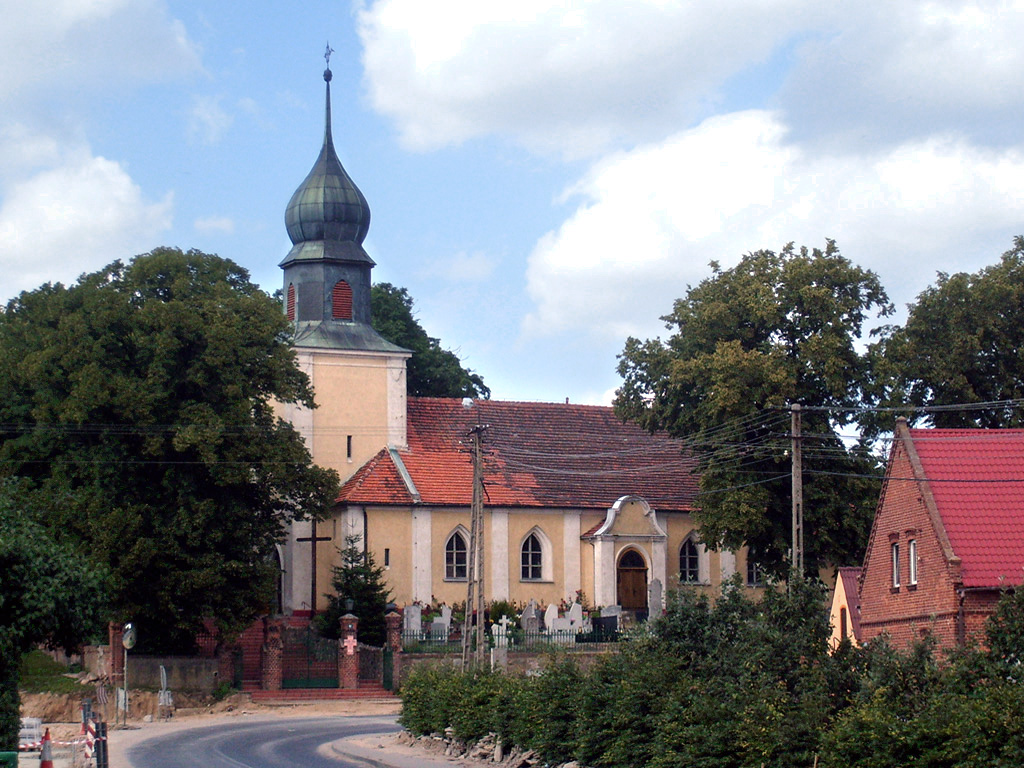
De kerk in Gostycyn